# Mintar
Mintar (tiếng Ả Rập: المنطار) là một ngôi làng Syria nằm ở Jisr al-Shughur Nahiyah ở huyện Jisr al-Shughur, Idlib. Theo Cục Thống kê Trung ương Syria (CBS), Mintar có dân số 563 trong cuộc điều tra dân số năm 2004.